# بحر الهامش

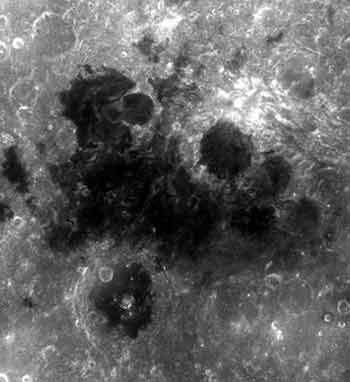
بحر الهامش

بحر الهامش (باللاتينية: Mare Marginis) هو بحر قمري يقع في أقصى الطرف القريب من القمر؛ ويقدر قطر فوهة هذا البحر بحوالي 358 كم.